# غاري هامل
غاري هامل (بالإنجليزية: Gary Hamel)‏ هو اقتصادي وشخصية أعمال أمريكي، ولد في 1954.